# Son nom est Dalida
Son nom est Dalida è il primo album della cantante italo-francese Dalida, pubblicato nel 1957 da Barclay.
L'album, uscito su etichetta Barclay, contiene 10 tracce, tra cui la celebre Bambino (cover della canzone napoletana Guaglione) primo disco d'oro di Dalida, che è anche il brano d'apertura dell'album stesso.

## Tracce
Lato A
1. Bambino
2. Fado
3. Aime-moi
4. Flamenco bleu
5. Le torrent

Lato B
1. Madona
2. Guitare flamenco
3. Gitane
4. Mon cœur va
5. La violetera